# Rödbo

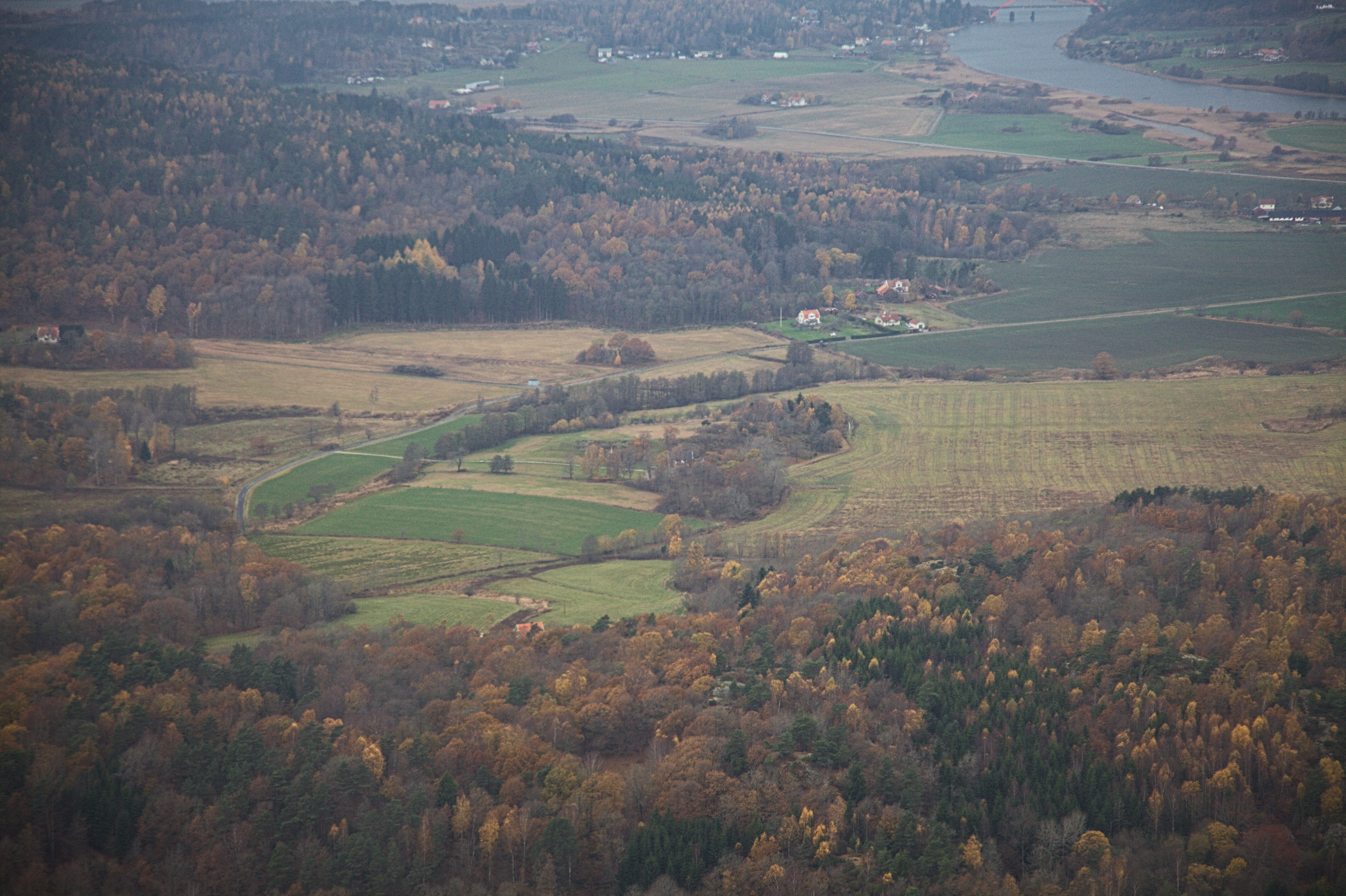
Vy över Gamle Högen i västra Rödbo. Nordre älv i bakgrunden.

Rödbo är ett primärområde och en stadsdel i Göteborgs kommun med stadsdelsnummer 85, belägen på nordligaste spetsen av Hisingen mellan Göta älv och Nordre älv. Denna del av Hisingen ligger i Bohuslän i Rödbo socken. Stadsdelen har en areal på 2 087 hektar. Primärområdet Rödbo ingår i stadsområde Hisingen.
Området består mestadels av skog och öppna marker mot älvarna, enstaka småhus samt den tidigare tätorten Rödbo.

## Historia
Rödbo socken tillhörde fram till 1658 Norge. Det var ursprungligen förenat med Säve församling, men fick en egen kyrka vid Vedbacka på 1500-talet, vilken förstördes på 1640-talet i samband med striderna vid Bohus fästning.
Under åren 1783–1940 fanns en färja vid Vedbacka, vilken ersattes med en bro.
Rödbo inkorporerades med Göteborg 1974, varvid planer för större utbyggnader upprättades och flera byggnader revs.

## Bebyggelse
Vid Nordre älv ligger Ragnhildsholmens slottsruin, uppförd på 1250-talet. Intill Ragnhildsholmen ligger Grimås by, bestående av tre gårdar, vilken på 1600-talet var ett kronohemman.
Ellesbo Nordgård var under 1700-talet bostad åt kommendanten på Bohus fästning. Åren 1795–1796 uppfördes huvudbyggnaden Villa Ellesbo, som sommarbostad åt landskamreren F M Åkerman efter ritningar av Carl Wilhelm Carlberg. Den kom under 1800-talet att byggas om och inreddes till åretruntbostad och nya ekonomibyggnader uppfördes. Under åren 1924–1946 innehade Willinska fattigfriskolan Ellesbo.
I Backered byggdes under åren 1848–1849 Rödbos första skola. Den byggdes ut 1875, men ersattes 1934 med nuvarande byggnad. Skolan var i bruk till 1967.
Rödbo kyrka uppfördes som begravningskapell 1929, renoverades 1974 och invigdes därefter som församlingskyrka.

## Nyckeltal

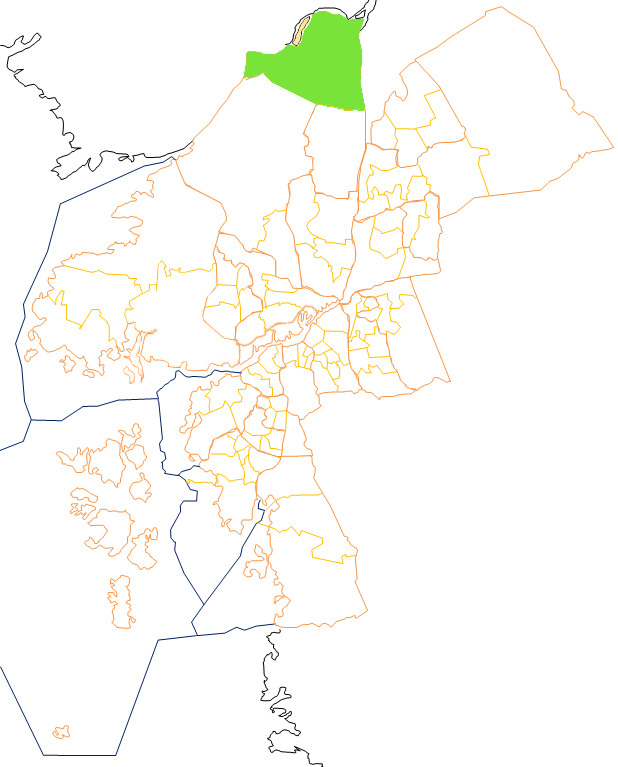
Rödbo

Nyckeltalen redovisar statistik som beskriver Göteborg och dess 96 delområden, primärområden, per den 31 december och kan användas för att jämföra de olika områdena. Nedan redovisas uppgifter för primärområdet och jämförelse görs mot uppgifterna för hela kommunen.
|                                                           | Rödbo      | Hela Göteborg |
| --------------------------------------------------------- | ---------- | ------------- |
| Folkmängd                                                 | 1 044      | 587 549       |
| Befolkningsförändring 2020–2021                           | +36        | +4 493        |
| Andel födda i utlandet                                    | 19,4 %     | 28,3 %        |
| Andel utrikes födda eller med två utrikes födda föräldrar | 25,9 %     | 38,1 %        |
| Medelinkomst                                              | 380 300 kr | 332 400 kr    |
| Arbetslöshet                                              | 4,4 %      | 6,6 %         |
| Antal ersatta dagar från F-kassan per person (16-64 år)   | 19,2       | 19,5          |
| Andel med eftergymnasial utbildning (minst 3 år)          | 23,4 %     | 37,9 %        |
| Andel bostäder före 1941                                  | 21,6 %     |               |
| Andel bostäder i allmännyttan                             | 0,0 %      | 25,9 %        |
| Antal färdigställda bostäder 2021                         | 5          |               |
| Andel bostäder i småhus                                   | 98,4 %     | 18,3 %        |

## Stadsområdes- och stadsdelsnämndstillhörighet
Primärområdet tillhörde fram till årsskiftet 2020/2021 stadsdelsnämndsområdet Norra Hisingen och ingår sedan den 1 januari 2021 i stadsområde Hisingen.